# Latinska kyrkan
Latinska kyrkan (latin: Ecclesia Latina) är den största delkyrkan i den romersk-katolska kyrkan. Den följer den latinska riten och utgick i territoriell omfattning ursprungligen från Västeuropa, men täcker i dag genom mission i princip hela världen, med undantag för de östkatolska kyrkorna i Mellanöstern och Östeuropa. 

## Förhållande till östlig kristendom
Östlig kristendom avser dels sådana kyrkor som brutit kyrkogemenskapen med Rom (de östortodoxa kyrkorna. Se den östliga schismen 1054), dels sådana som aldrig brutit eller som återfunnit sagda kyrkogemenskap (katolska östkyrkor).

### Katolska östkyrkor
Inom den katolska kyrkan ingår flera östkatolska kyrkor, delkyrkor som står i full gemenskap med påven i Rom och resten av den katolska kyrkan.

### Ortodox kristendom
De östortodoxa kyrkorna och den romersk-katolska kyrkan delar formellt sett samma lära (kristologi, ecklesiologi, prästämbete, mässoffer, sju sakrament, helgonvördnad, klosterväsende, biskopscelibat, med mera), men har ännu inte kunnat enas vare sig i fråga om den romerske påvens överhöghet eller i filioquestriden. ”Filioque” är ett latinskt tillägg till den nicaenska trosbekännelsen, vars teologiska innebörd är att den Helige Ande utgår av Fadern och Sonen. De östortodoxt kristna uppfattar satsen ”den Helige Ande utgår av Sonen” som teologiskt ohållbar. Striden kring detta ord bidrog till inte ringa del till den stora schismen 1054.